# Congreso de Filipinas
El Congreso de Filipinas (filipino: Kongreso ng Pilipinas) es el órgano legislativo filipino. Es un cuerpo bicameral compuesto por el Senado de Filipinas (cámara alta) y la Cámara de Representantes de Filipinas (cámara baja).
El Senado se compone de 24 senadores, de los que se eligen la mitad cada tres años, por un plazo de seis años. No representan los distritos electorales.
La Cámara de Representantes se compone de un máximo de 250 congresistas. Hay dos tipos de congresistas: los elegidos por los distritos electorales y la representación sectorial. 
Los congresistas de distrito representan los distritos electorales. Toda provincia cuenta al menos con un distrito del congreso. También las ciudades importantes tienen su propio distrito. Los congresistas sectoriales representan sectores minoritarios de la población. Esto permite a los grupos minoritarios ser representados en el Congreso. Representan a sindicatos, grupos de derechos y otras organizaciones.
- Datos: Q1542985
- Multimedia: Congress of the Philippines / Q1542985